# Padet Vejsawarn
Padet Vejsawarn (taj. เผด็จ เวชสวรรค์; ur. 26 czerwca 1946) – tajski strzelec, olimpijczyk. 
Brał udział w igrzyskach olimpijskich w 1976 (Montreal). Wystąpił wówczas w strzelaniu z karabinu małokalibrowego w trzech postawach z odl. 50 metrów, w którym zajął 51. miejsce ex aequo z dwoma zawodnikami (na 57 strzelców). 

## Wyniki olimpijskie
| Igrzyska | Konkurencja                                    | Wynik | Miejsce     | Źródło |
| -------- | ---------------------------------------------- | --- | ----------- | ------ |
| IO 1976  | Karabin małokalibrowy, trzy postawy, 50 metrów | 1106 punktów W pozycji leżącej – 384 pkt. (97-95-92-100) W pozycji klęczącej – 365 pkt. (94-88-92-91) W pozycji stojącej – 357 pkt. (81-94-88-94) | 51T (na 57) | [ 1 ]  |